# Nāropā
Naropa (Lahore, 1016 – Phullahari, 1101) è stato un mistico e monaco buddhista indiano.

## La vita

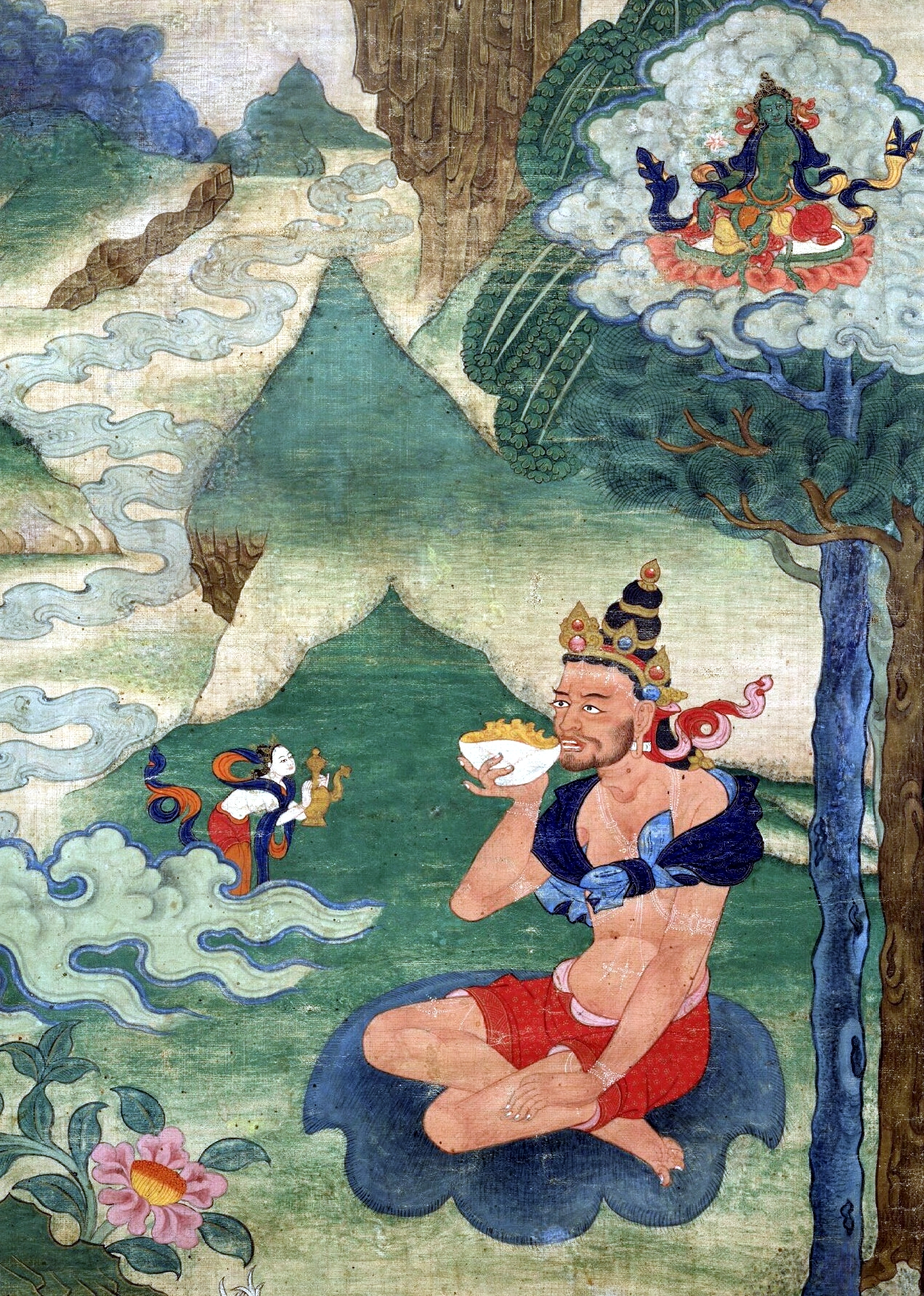
Mahasiddha Naropa

Naropa nacque a Lahore, città lungo il Ravi, affluente del fiume Indo, in una famiglia molto ricca e potente, e nei suoi primi anni conseguì i classici studi brahminici, accompagnati da insegnamenti buddhisti che ricevette privatamente.
Un giorno domandò al padre il permesso di diventare monaco, ma gli fu negato, e pertanto prese moglie e fino ai venticinque anni condusse una normale vita familiare, fino a che insieme alla consorte decise di prendere i voti e di stabilirsi a Nālandā. Ivi studiò il Dharma, e divenne il più grande erudito della celebre università monastica.
Un giorno, leggendo i sacri testi, una vecchia donna gli si avvicinò per chiedere cosa stesse facendo, e lui rispose di leggere un testo tantrico. Al che, la donna ballò allegramente e chiese se capisse il significato del testo, e quando Naropa rispose affermativamente, interruppe la danza e pianse, dicendo che lui aveva mentito, e che l'unico che capiva il significato dell'insegnamento era il fratello Tilopa. Naropa volle a tutti i costi incontrarlo, ma dovette trattenersi a Nālandā fino alla fine degli studi.
Prima di incontrare il maestro Tilopa, per molti anni Naropa superò molte difficoltà, lungo dodici situazioni che si rivelarono diretti insegnamenti volti al superamento della pigrizia e allo sviluppo di bodhicitta, e alla realizzazione della vacuità. Dopo anni di ricerca, consapevole della differenza tra comprensione intellettuale e la realizzazione del loro significato, incontrò infine Tilopa, e nei successivi dodici anni ricevette iniziazioni e superò le cosiddette «dodici difficoltà maggiori».
Raccolse e realizzò le più importanti trasmissioni di Tilopa, che da lui presero il nome «Sei insegnamenti di Naropa», e messa a punto la disciplina di Mahāmudrā, restò per ventuno anni a Phullahari, ove insegnò il Dharma fino alla morte, avvenuta a ottantacinque anni. Tra i suoi più celebri discepoli vi fu Marpa, fondatore della scuola Kagyu, aderente al Buddhismo tibetano.